# Дом Эстерки (Краков)
Дом Эстерки (пол. Dom Esterki) — историческо-архитектурный памятник, находящийся в краковском районе Казимеж на улице Краковская, 46 на углу с улице Тринитарской. Здание внесено в реестр охраняемых памятников Малопольского воеводства. Дом назван именем Эстерки, которая считается любовницей польского короля Казимира Великого.
Дом находится на главной площади Казимежа. С самого начала своего существования дом был жилым и в настоящее время является единственным образцом жилого дома на главной площади этого краковского исторического района. Самой старой частью дома является его подвал, который имеет готические элементы. Благодаря подвалу предполагается, что дом был построен в XIV веке. До сегодняшнего дня также сохранились фрагменты готической кладки окон, которая датируется 1430 годом. Другие части дома перестраивались на протяжении последующих веков. Нынешний вид дома сохранился после перестройки на рубеже XVII—XVIII веков. В конце XVIII века в доме были сделаны деревянные потолки и в этот же период внутренние стены были украшены полихромией. Самая последняя реконструкция дома была в 1876 году.
В XVI веке дом принадлежал итальянскому архитектору Бартоломео Береччи, который работал при дворе польского короля Сигизмунда I. Позднее дом перешёл в собственность его дочери Анны.
20 ноября 1968 года здание было внесено в реестр памятников культуры Малопольского воеводства (№ А-235).
С 1985 года в доме находится филиал краковского Этнографического музея.